# Earlville (Illinois)
Earlville es una ciudad ubicada en el condado de LaSalle en el estado estadounidense de Illinois. En el Censo de 2010 tenía una población de 1701 habitantes y una densidad poblacional de 545,93 personas por km².

## Geografía
Earlville se encuentra ubicada en las coordenadas 41°35′17″N 88°55′23″O / 41.58806, -88.92306. Según la Oficina del Censo de los Estados Unidos, Earlville tiene una superficie total de 3.12 km², de la cual 3.12 km² corresponden a tierra firme y (0%) 0 km² es agua.

## Demografía
Según el censo de 2010, había 1701 personas residiendo en Earlville. La densidad de población era de 545,93 hab./km². De los 1701 habitantes, Earlville estaba compuesto por el 95.88% blancos, el 0.24% eran afroamericanos, el 0.29% eran amerindios, el 0.06% eran asiáticos, el 0% eran isleños del Pacífico, el 2.06% eran de otras razas y el 1.47% pertenecían a dos o más razas. Del total de la población el 8.05% eran hispanos o latinos de cualquier raza.